# Pseudechis papuanus
Pseudechis papuanus là một loài rắn trong họ Rắn hổ. Loài này được Peters & Doria mô tả khoa học đầu tiên năm 1878.